# 尼尔斯·赫格尔
尼爾斯·哈（德語：Niels Högel，1976年12月30日—），德國護理師，曾在1999年至2005年間向多名患者注射過量藥物並造成至少100人死亡，2005年被捕。
哈於2015年因兩項謀殺及兩項企圖謀殺被判處终身監禁。2019年6月，哈在另一次審訊中被判在兩間醫院殺害85名病人罪名成立，再次被判終身監禁。